# Riwan ou le chemin de sable
Riwan ou le chemin de sable est un roman de Ken Bugul qu'elle a écrit à partir de son expérience de retour à ses racines et de son mariage polygame. Paru en 1999 aux éditions Présence africaine,,, l’œuvre obtient la même année le Grand Prix littéraire d'Afrique noire.